# Smoczy Szczyt
Smoczy Szczyt (słow. Dračí štít, niem. Déchyspitze, węg. Déchy-csúcs) – dwuwierzchołkowy szczyt w słowackich Tatrach Wysokich, w masywie Wysokiej (Vysoká).
Wysoka leży w głównej grani Tatr, ale wierzchołki Smoczego Szczytu położone są w południowo-wschodniej grani Wysokiej. W grani tej, w kierunku od Wysokiej na południowy wschód kolejno znajdują się:
- Przełęcz pod Smoczym Szczytem (Vyšné Dračie sedlo) ~ 2482 m,
- Mały Smoczy Szczyt (Malý Dračí štít) ~ 2502 m,
- Wyżni Smoczy Karb (Vyšný dračí zárez),
- Wielki Smoczy Szczyt (Veľký Dračí štít) ~ 2503[1] m,
- Pośredni Smoczy Karb (Prostredný dračí zárez).

Smoczy Szczyt wznosi się ponad Dolinką Smoczą i Dolinką Rumanową. Wraz z innymi wierzchołkami masywu: Ciężkim Szczytem (Ťažký štít) i dwoma wierzchołkami Wysokiej zaliczany jest do tzw. Korony Wysokiej. W grani Smoczego Szczytu znajduje się jeszcze jedna turniczka, zwana Wielkim Smoczym Zębem (Veľký dračí zub). Oglądana z niektórych miejsc robi wrażenie trzeciego jego wierzchołka i to najwyższego. W rzeczywistości jest ona nieco niższa od Wielkiego Smoczego Szczytu. Od południowej strony opada od niej duży południowy filar.
Pierwsze wejścia turystyczne:
- letnie – Alfred Martin i przewodnik Johann Breuer, 13 sierpnia 1905 r.,
- zimowe – Wiktor Ostrowski, Justyn Wojsznis, 22 kwietnia 1935 r.

Szczyt dostępny jest tylko dla taterników, nie prowadzi na niego żadna łatwa droga. Najłatwiejsze wejście prowadzi od Przełęczy pod Smoczym Szczytem. Widok ze szczytu jest ograniczony przez pobliski masyw Wysokiej, jednak mimo to jest dość rozległy.
Polska i słowacka nazwa szczytu pochodzą od Smoczego Stawu i związane są z legendą o rzekomo występującym nad jego brzegiem smoku. Nazwy niemiecka i węgierska pochodzą od nazwiska taternika Móra Déchyego – zdobywcy Wysokiej.

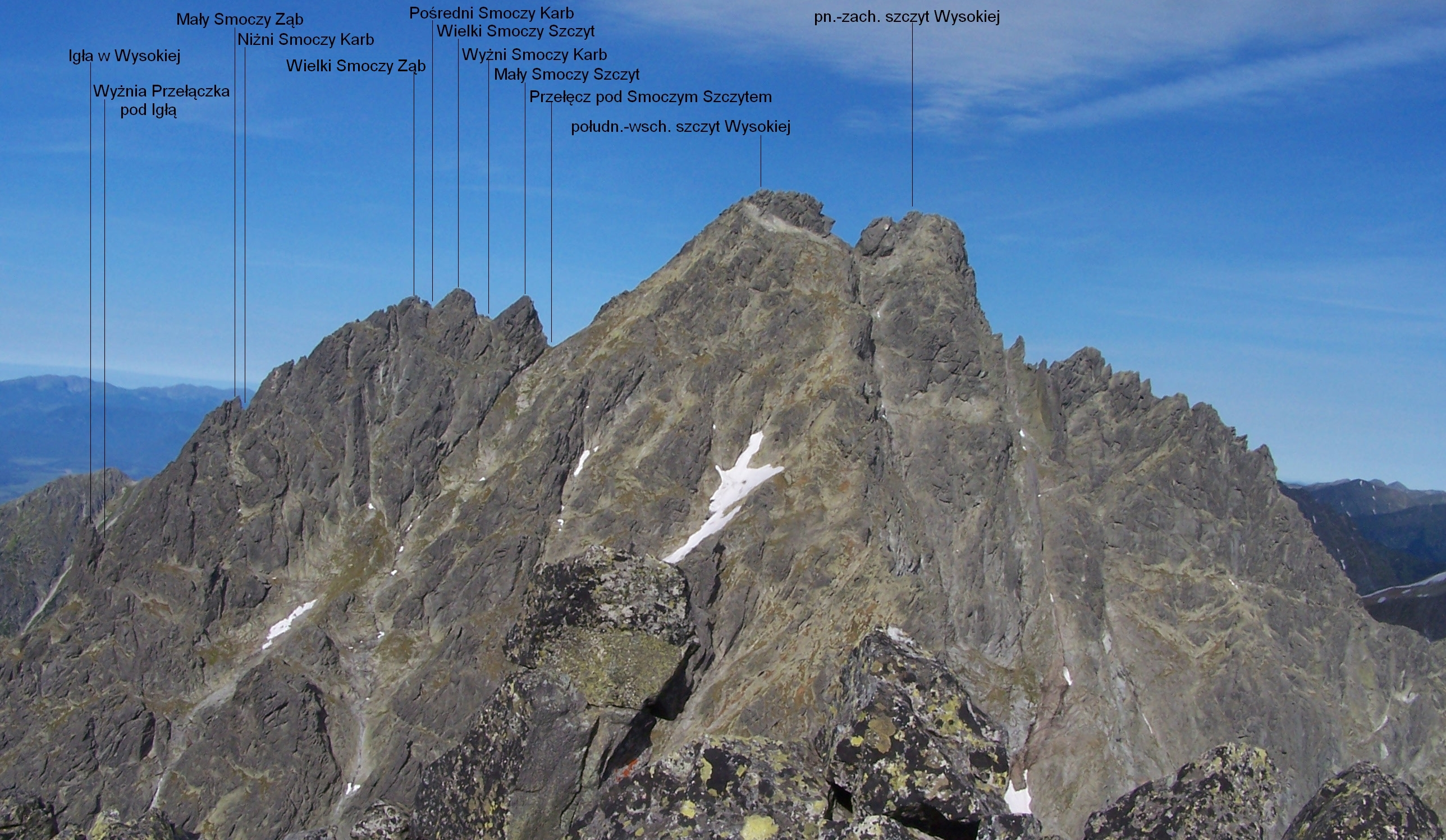
Widok z Ganku. Smocze Szczyty wśród opisanych obiektów